# Magic Dance
Magic Dance is een nummer van de Britse muzikant David Bowie, geschreven voor de film Labyrinth uit 1986. Het nummer werd uitgebracht als de tweede single van het soundtrackalbum, na "Underground".
Het nummer is een dansnummer die tijdelijk de aandacht van de hoofdpersoon Sarah (Jennifer Connelly) wegtrekt om te observeren wat er gaande is in het kasteel in het midden van het labyrint. Jareth the Goblin King, gespeeld door Bowie, vermaakt zichzelf door te zingen voor Toby, het broertje van Sarah. De regel "What kind of magic spell to use?" verwijst naar de zoektocht naar een spreuk die de huilende Toby moet opvrolijken. Het antwoord dat gevonden wordt is "Magic Dance". Hierna begint het nummer met een simpele dansbeat, met een aantal vragen en antwoorden tussen Jareth en de goblins. De goblins zijn nog steeds in verwarring en om duidelijkheid te geven geeft Jareth uitleg in de vorm van een dance/rockscene. De goblins zingen allemaal met Jareth mee, waarbij meerdere spreuken worden opgenoemd en uiteindelijk gekozen wordt voor een magische dans.
Het nummer refereert aan de film The Bachelor and the Bobby-Soxer uit 1947 in de regel "Hey, You remind me of the man / Babe, what man / Babe, the man / Babe with the power".
Het nummer staat in een andere versie op het soundtrackalbum dan dat die in de film verschijnt. Beide versies gebruiken de opnamen die gemaakt werden in de studio, maar de vocals voor in de film en op de soundtrack werden apart opgenomen. In de film is het in een verkorte versie te zien, waarbij een fade-out gebruikt wordt halverwege het nummer. Ook komt het samen met "Underground" voor in een medley aan het eind van de film.
De single was niet wereldwijd verkrijgbaar; de 12"-versie werd alleen uitgebracht in de Verenigde Staten, Spanje en Italië. De single was niet commercieel verkrijgbaar in andere landen totdat het in 2007 werd uitgebracht als digitale downloadsingle.

## Tracklist
- Alle nummers geschreven door Bowie.

12"-versie
1. "Magic Dance" (A Dance Mix) - 7:06
2. "Magic Dance" (Dub) - 5:22
3. "Within You" - 3:28

Digitale download (2007)
1. "Magic Dance" (Singleversie) – 4:00
2. "Magic Dance" (12"-versie) – 7:06
3. "Magic Dance" (Dub) – 5:22
4. "Magic Dance" (7"-versie) – 4:39